# Jatnagarðar (nordöstra Vágar)
Jatnagarðar är ett berg i Färöarna (Kungariket Danmark). Det ligger i sýslan Vága sýsla, i den nordvästra delen av landet, 30 km nordväst om huvudstaden Tórshavn. Toppen på Jatnagarðar är 591 meter över havet.
Jatnagarðar ligger på ön Vágar. Närmaste större samhälle är Vestmanna, 5,9 km öster om Jatnagarðar. 